# Pottenstein, Baden
Pottenstein là một đô thị thuộc huyện Baden trong bang Niederösterreich ở nước Áo. Đô thị này có diện tích 33,4 km², dân số năm 2005 là 2945 người. 